# Hubschraubergeschwader 64
Das Hubschraubergeschwader 64 (HSG 64) ist ein Geschwader der deutschen Luftwaffe. Seine Haupteinsatzbasis mit Stab, Fliegender und Technischer Gruppe ist der Flugplatz Laupheim, während die Lufttransportgruppe auf dem Fliegerhorst Holzdorf stationiert ist. In Diepholz ist eine Instandhaltungsstaffel, in Bückeburg die Teileinheit Simulatorbetrieb CH53 stationiert. Es ist das einzige Hubschraubergeschwader der Luftwaffe.
Seit dem 1. Juli 2015 ist das Hubschraubergeschwader 64 dem Luftwaffentruppenkommando in Köln-Wahn unterstellt.
Im Rahmen der laufenden Neuausrichtung der Bundeswehr übernahm der Verband Anfang 2013 im sogenannten „Fähigkeitstransfer Hubschrauber“ die Transporthubschrauber CH-53G der Heeresfliegertruppe.

## Auftrag
Der Auftrag des HSG 64 ist die Durchführung des Lufttransports von Personal und Material mit Hubschraubern und die Aus- und Weiterbildung von Hubschrauberführern der Luftwaffe. Die Aufgabe des nationalen Such- und Rettungsdienstes (SAR) wird inzwischen von den Heeresfliegern wahrgenommen. Das HSG 64 baut die Fähigkeit zur bewaffneten Suche und Rettung (Combat Search and Rescue – CSAR) aus und verfügt hierzu über speziell ausgebildetes Personal, u. a. Kampfretter. Darüber hinaus hat das HSG 64 den Auftrag zur direkten taktischen Unterstützung der Spezialkräfte der Bundeswehr. Hierfür stehen speziell ausgewählte und ausgebildete Hubschrauberbesatzungen zur Verfügung.

## Geschichte

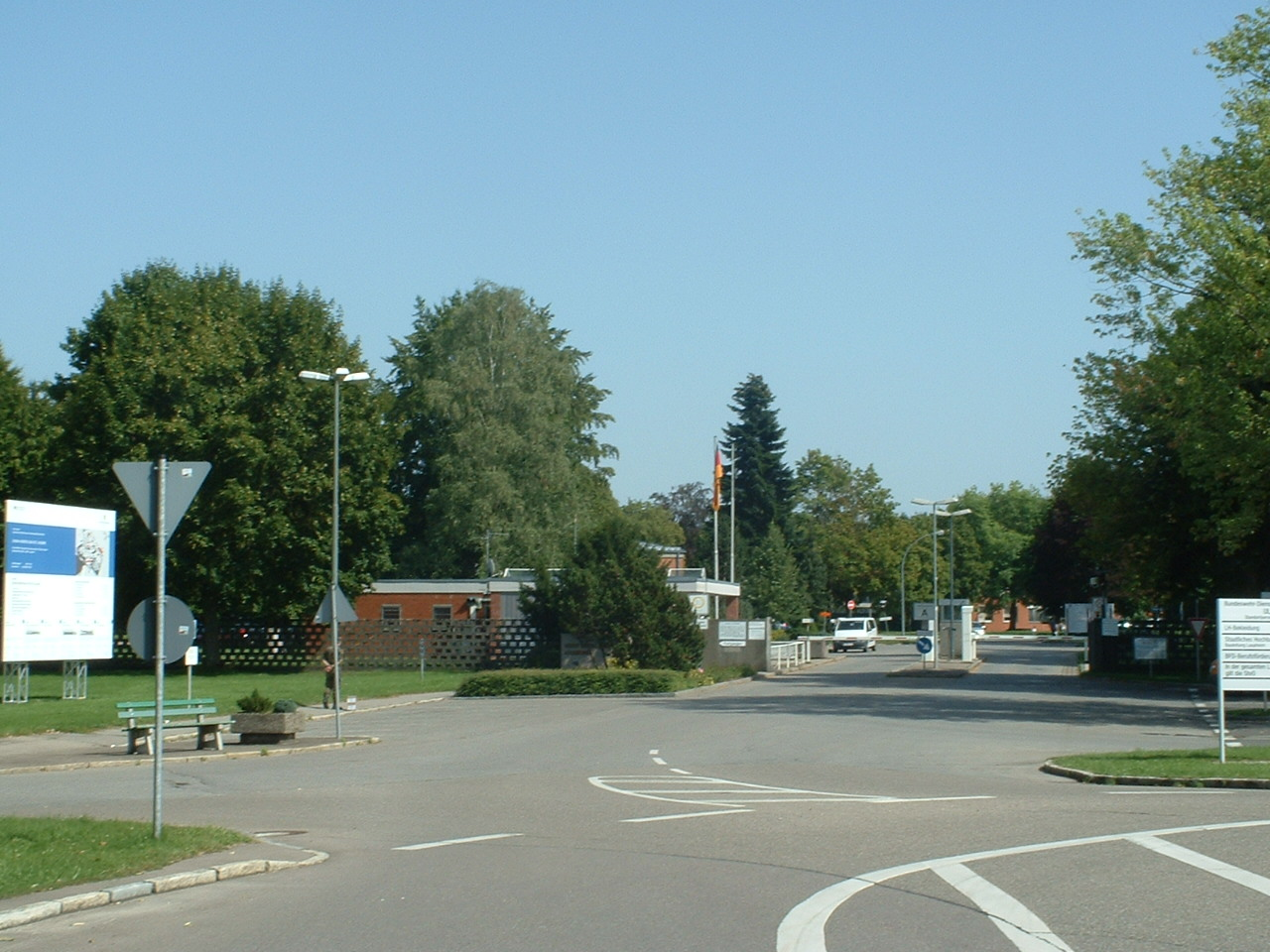
Militärflugplatz Laupheim

Das Geschwader ging am 1. Oktober 2010 aus der Lufttransportgruppe Lufttransportgeschwader 62 in Holzdorf, dem Hubschrauberanteil des Lufttransportgeschwaders 62, hervor und war anfangs überwiegend mit Bell-UH-1D-Helikoptern ausgestattet. Der erste NH90 landete am 21. Oktober 2010 in Holzdorf. Bei der Indienststellung des Geschwaders wurde für 2010 der Zulauf von drei NH90 und für 2011 von weiteren sechs Maschinen angekündigt. Bis September 2011 waren jedoch nur drei NH90 in Holzdorf verfügbar.
Ab dem 30. September 2010 beteiligte sich das Personal des HSG 64 an der Eindämmung des Hochwassers an der Schwarzen Elster.
Im Zuge der Bundeswehrstrukturreform und des „Fähigkeitstransfers Hubschrauber“ gab das HSG 64 zum Jahreswechsel 2012/2013 seine NH90 und UH-1D an die Heeresflieger ab und übernahm im Gegenzug deren Sikorsky CH-53GA/GE/GS sowie Teile des Personals von den Mittleren Transporthubschrauberregimentern 25 und 15 sowie den Standort Laupheim. Parallel dazu verlegten der Geschwaderstab und der Hauptteil des Geschwaders an diesen Standort, während die am bisherigen Standort Holzdorf verbliebenen Funktionen auf Gruppenstatus herabgestuft wurden.
Von 2015 bis 2017 erhielt das Geschwader 15 Hubschrauber vom Typ H145M. Sie werden zur Unterstützung der Spezialkräfte der Bundeswehr (KSK & KSM) eingesetzt.

## Gliederung
Das HSG 64 ist dem Luftwaffentruppenkommando in Köln-Wahn unterstellt. Die Koordinierung und Steuerung nationaler Lufttransportaufträge erfolgt durch das Zentrum Luftoperationen in Kalkar. Im Unterschied zum LTG 62 und Teilen der Flugbereitschaft obliegt die Einsatzführung damit nicht dem European Air Transport Command (EATC).
Mit der Neustrukturierung, dem Unterstellungswechsel der CH-53 und der Neuaufstellung der H145M LUH SOF Staffel (der 4. Fliegenden Staffel des Geschwaders) gliedert sich das Geschwader wie folgt:
- Stab HSG 64
- Fliegende Gruppe (FlgGrp HSG 64)
  - 1. Fliegende Staffel (1.FlgStff HSG 64)
  - 2. Fliegende Staffel (2.FlgStff HSG 64)
  - 4. Fliegende Staffel (4.FlgStff HSG 64)
  - Flugbetriebsstaffel (FlBtrbStff HSG 64)
- Technische Gruppe (TGrp HSG 64)
  - Instandsetzungs- und Elektronikstaffel (Inst/EloStff HSG 64)
  - Nachschub- und Transportstaffel (Nsch/TrspStff HSG 64)
  - Wartungs- und Waffenstaffel (Wtg/WaStff HSG 64)
- Lufttransportgruppe (LTGrp HSG 64) (Standort Holzdorf / Schönewalde)
  - 3. Fliegende Staffel (3.FlgStff HSG 64)
  - Versorgungsstaffel (VersStff HSG 64)
  - Flugplatzstaffel (FlPlStff HSG 64)
  - Technische Staffel (TStff HSG 64)
  - Abgesetzte Instandhaltungsstaffel (AbgInsthStff HSG 64) (Standort Diepholz)[7]
  - Ausbildungswerkstatt für Elektroniker für Geräte und Systeme (EGS) und Fluggerätmechaniker (FGM) (AusbWkst Lw Schönewalde)

Daneben betreibt das Geschwader seine CH-53 Flug-Simulatoren in Bückeburg.

## Ausblick
Ab 2027 wird das Geschwader als Ersatz der CH-53G neue Boeing CH-47F Chinook erhalten. Im Zusammenhang mit dem Zulauf der Chinooks soll Holzdorf zukünftig die Haupteinsatzbasis des Geschwaders werden. Die Planung sieht vor, dort 47 Hubschrauber des neuen Typs in drei fliegenden Einsatzstaffeln zu stationieren. Die Aufgaben dieser Staffeln werden der Lufttransport, die Unterstützung von luftbeweglichen Operationen und Combat Search and Rescue sein. Am Standort Laupheim wird mit Weggang des Geschwaderstabes eine vorgeschobene Einsatzgruppe Special Operations Forces Air (SOF Air) mit einem separaten Stabsanteil für Spezialeinsätzen aufgestellt. Neben einer Einsatzstaffel mit 12 CH-47F wird diese Gruppe eine Einsatzstaffel mit 20 (perspektivisch 25) H145M LUH SOF führen.

## Kommodore
| Nr. | Name                           | Beginn der Berufung | Ende der Berufung |
| --- | ------------------------------ | ------------------- | ----------------- |
| 5   | Oberstleutnant Sascha Bleibohm | 8.Juli 2025         |                   |
| 4   | Oberst Nicolas Bulitz          | 4. April 2023       | 8. Juli 2025      |
| 3   | Oberst Christian Mayer         | 1. Oktober 2017     | 4. April 2023     |
| 2   | Oberst Stefan Demps            | 25. November 2014   | 1. Oktober 2017   |
| 1   | Oberst Frank Best              | 1. Oktober 2010     | 25. November 2014 |

## Eingesetzte Luftfahrzeuge
- Bell UH-1D, 2010–2012
- NHIndustries NH90, 2010–2012
- 60 Sikorsky CH-53GA/GE/GS, seit 2013[10]
- 15 H145M LUH SOF, seit 2016[10]; +5 (Lieferung ab Ende 2025)[11]
- 59 Boeing CH-47F Chinook, ab 2027 (Ersatz für Sikorsky CH-53GA/GE/GS)

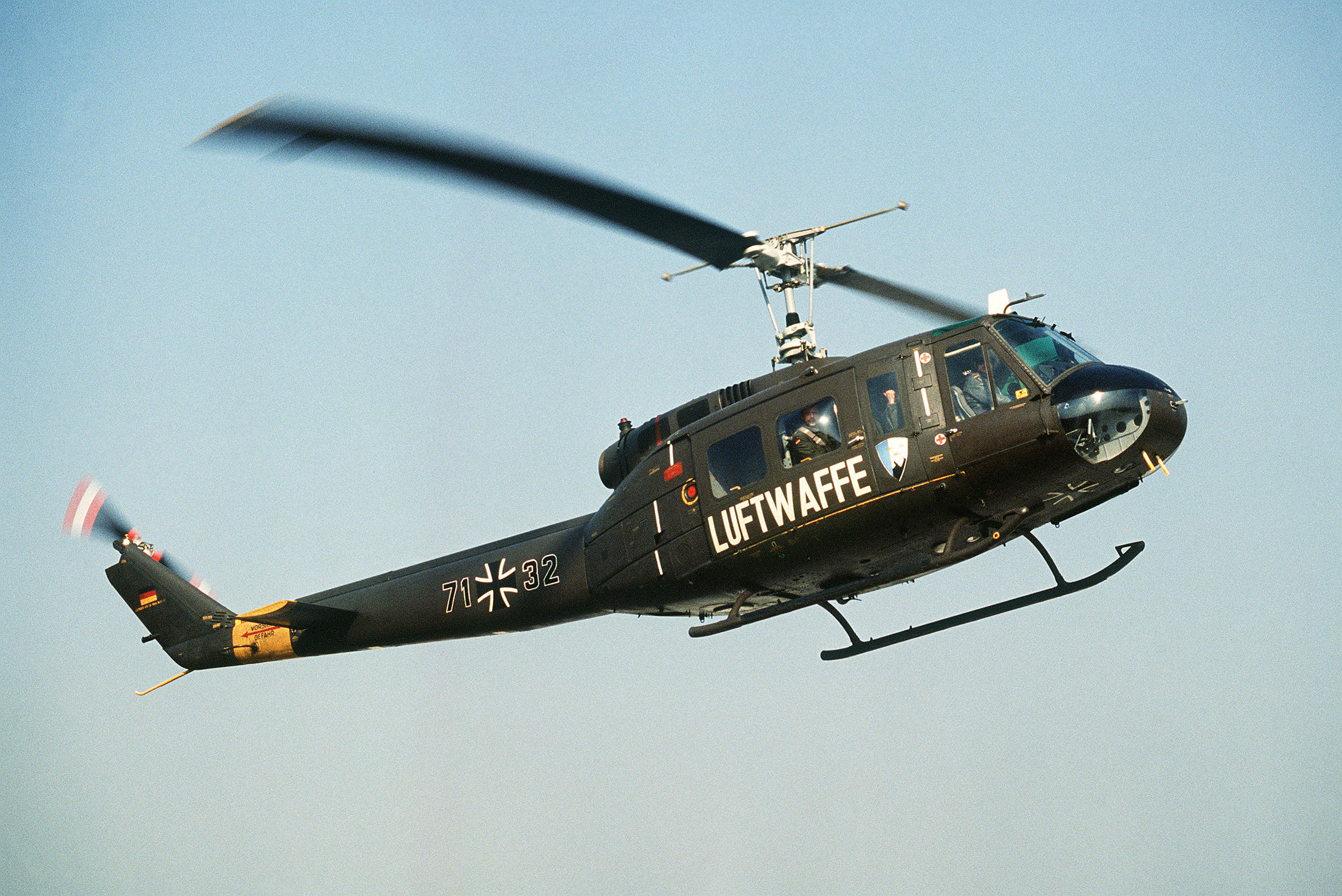
UH-1D
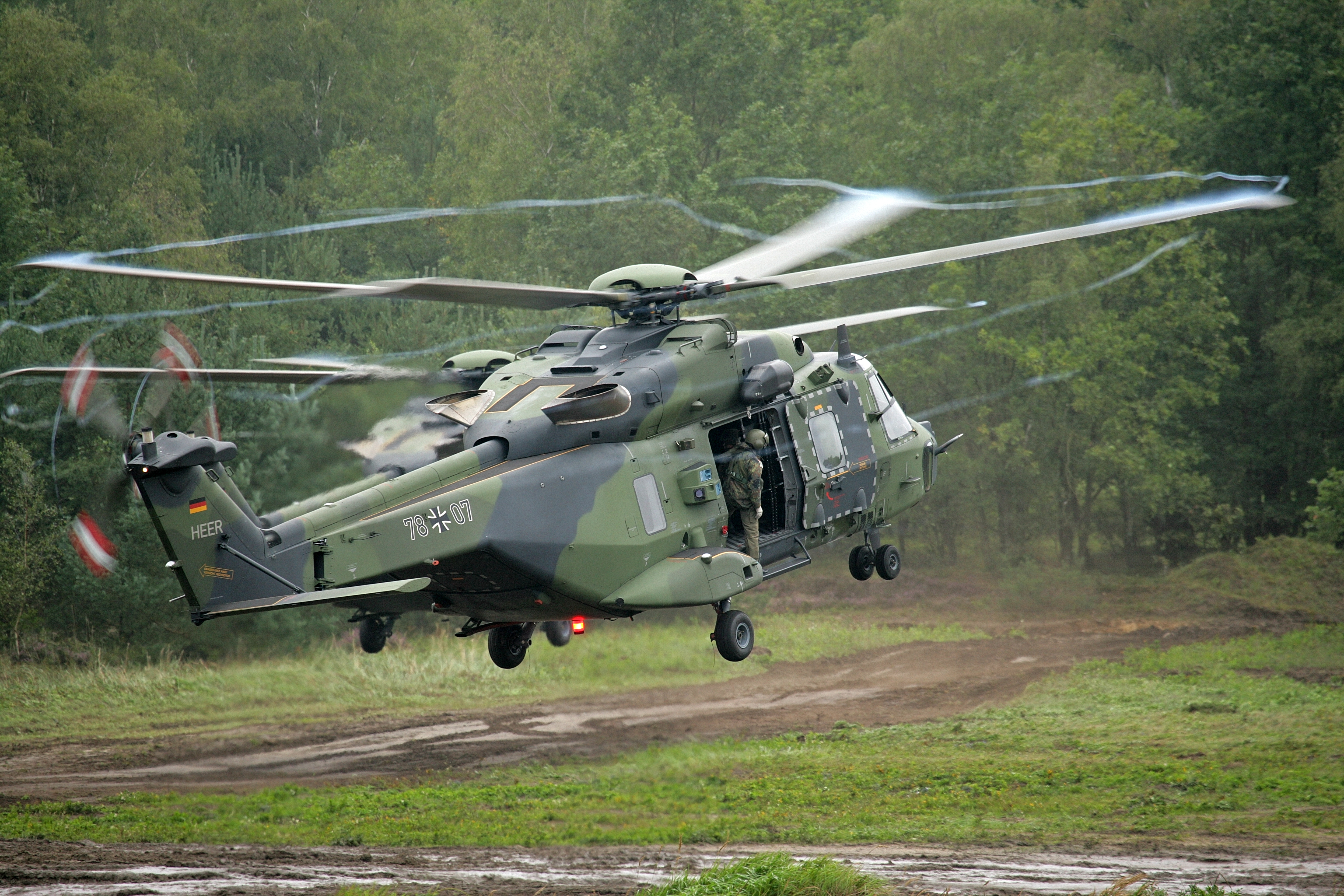
NH90 TTH
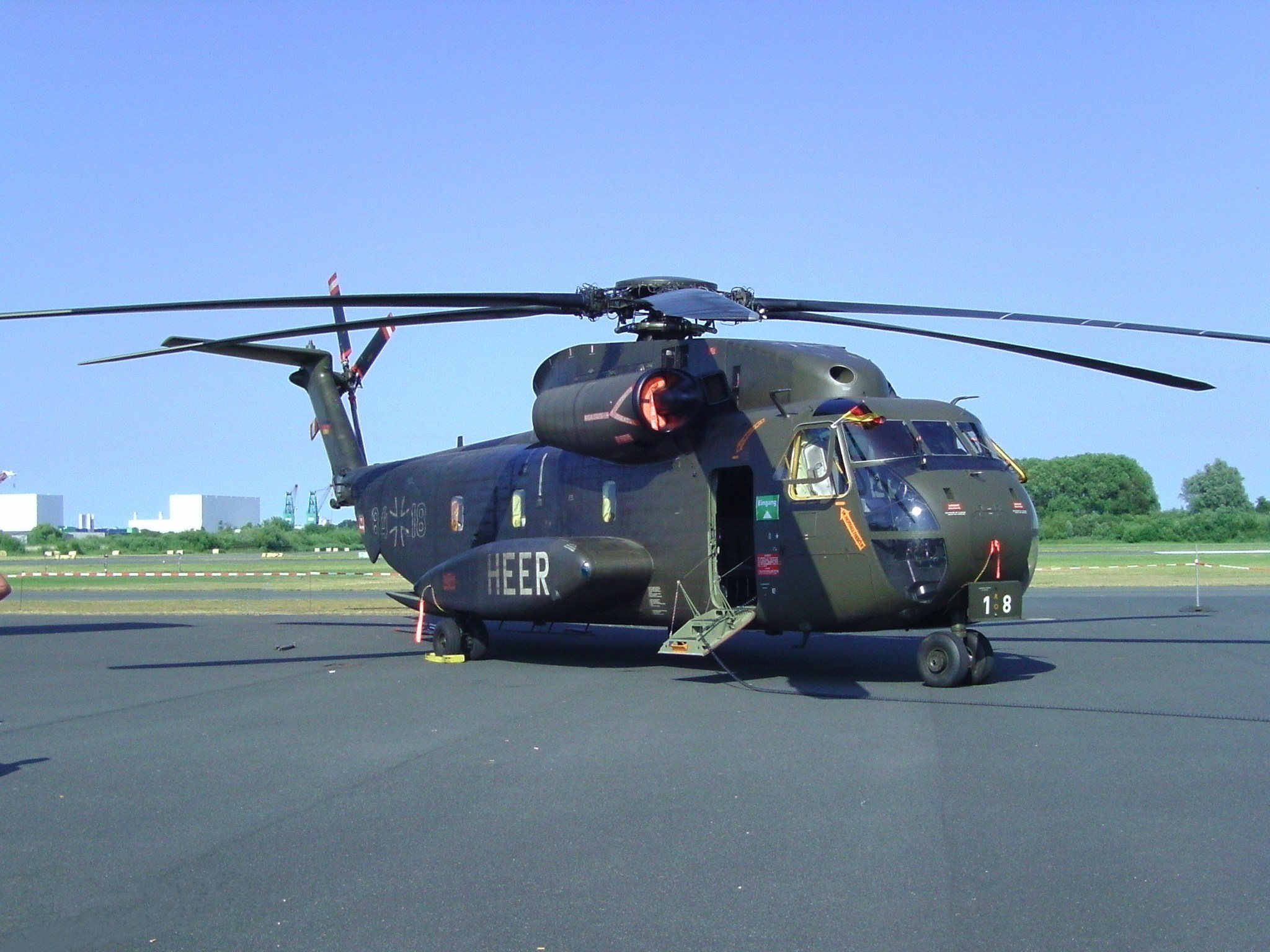
CH-53G
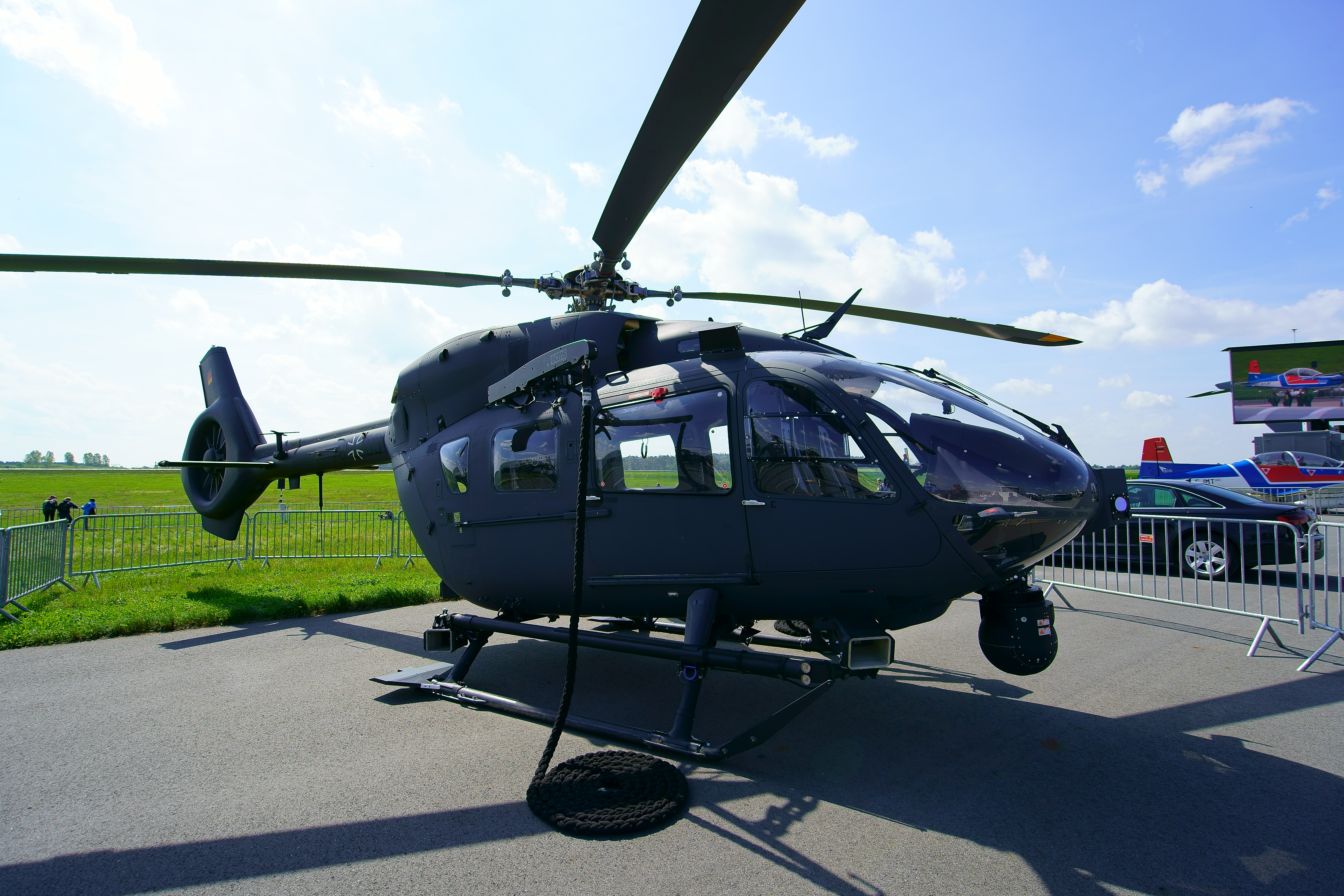
H 145 M LUH SOF

## Geschwaderwappen
Das Geschwaderwappen ist das leicht veränderte Wappen des früheren Hubschraubertransportgeschwaders (HTG) 64.